# Windows Down
Windows Down è un singolo della boy band statunitense Big Time Rush, pubblicato il 25 giugno 2012 come unico singolo estratto dalla riedizione digitale dell'album in studio Elevate.

## Video musicale
Nel video la band passa una giornata divertendosi alle Hawaii.

## Tracce
Testi di Alexander James, Bei Maejor, Damon Albarn, Dave Rowntree, Graham Coxon, Max Squire, Matthew Musto, Mike Posner, musiche di Kesha, Bei Maejor, Matt Squire.
1. Windows Down – 3:12